# تور ترش
تور ترش (انگلیسی: Sour Tour) اولین تور کنسرت توسط اولیویا رودریگو، خواننده، ترانه‌سرا و بازیگر آمریکایی در حمایت از اولین آلبوم استودیویی او، ترش (۲۰۲۱) بود. در ۶ آوریل ۲۰۲۲ در پورتلند، اورگن، با نمایش در سراسر آمریکای شمالی و اروپا آغاز شد. در ۷ ژوئیه در لندن به پایان رسید و شامل ۴۸ نمایش بود.  گریسی آبرامز، هالی هامبرستون، چاپل روان، و بیبی کوئین به عنوان بازیگران افتتاحیه حضور داشتند.